# Elversstein
Der Elversstein im Harz ist eine maximal 499 m ü. NHN hohe Tonschieferfelsformation mit Diabaseinlagerungen des Steinbergs  (ca. 525 m) über dem Drängetal nahe Hasserode im Landkreis Harz in Sachsen-Anhalt.

## Name
Der Elversstein ist nach dem Regierungs- und Konsistorialrat Rudolph Elvers (1825–1891) benannt, einem Juristen und Verwaltungsbeamten, der unter anderem als erster Landrat des Kreises Wernigerode in der preußischen Provinz Sachsen fungierte.

## Geographische Lage

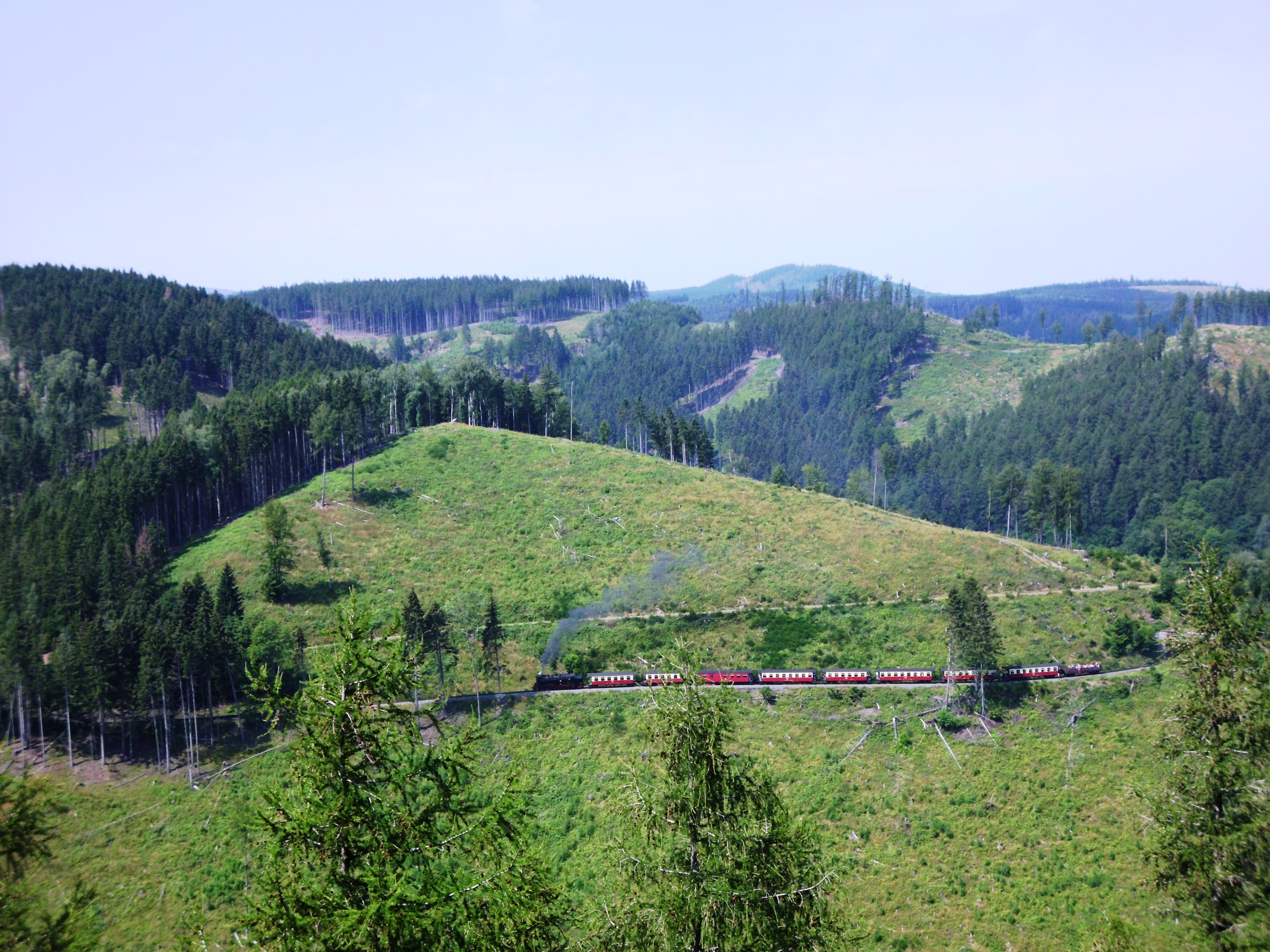
Blick vom Elversstein mit Zug der Harzer Schmalspurbahnen

Der Elversstein liegt im Naturpark Harz/Sachsen-Anhalt etwa 2 km südsüdwestlich des Wernigeröder Stadtteils Hasserode, der sich südwestlich an die Kernstadt anschließt. Er befindet sich auf der Nordwestflanke des Steinbergs östlich oberhalb des Drängetals, durch welches das Drängetalwasser als Zufluss des Braunen Wassers fließt und die Landesstraße 100 (Hasserode–Drei Annen Hohne) führt. Unterhalb des Elverssteins befand sich im 18. Jahrhundert das Silberbergwerk Triumphwagen mit der Fundgrube "Großes Glück".

## Aussichtsmöglichkeit
Vom Elversstein fällt der Blick in die Harzlandschaft, unter anderem zum Brocken (1141,1 m), dem höchsten Berg im Harz. Zudem blickt man auf die jenseits des Drängetals verlaufende Trasse der Harzquerbahn, und manchmal kann man einen von einer Dampflokomotive angetriebenen Zug dieser Schmalspurbahn am dortigen, etwa 58 m langen Thumkuhlenkopftunnel aus- oder einfahren sehen.

## Wandern
Zum Elversstein, der beliebtes Wanderziel ist, führt von Hasserode kommend zum Beispiel der Elverssteinpfad. Auf dem oberhalb davon befindlichen Waldweg kann man vorbei am Steinbergskopf (478,5 m) zurück laufen. Vom Elversstein kann man etwa in Richtung Nordosten zum Kaiserturm auf dem Armeleuteberg wandern.
Der Elversstein ist als Nr. 29 in das System der Stempelstellen der Harzer Wandernadel einbezogen.